# Бушолак
Бушолак (Бишолак; тадж. Бушолак) — сельский населённый пункт в Сангворском районе РРП Таджикистана. Входит в состав сельской общины (джамоата) Чильдара. Расстояние от села до центра района (село Тавильдара) — 35 км, до центра джамоата (село Чильдара) — 10 км. Население — 12 человек (2017 г.), таджики. Население в основном занято сельским хозяйством (животноводство и растениводство). Земли орошаются главным образом водами горных источников.
Расположена на правом берегу реки Обихингоу.